# Liste der Monuments historiques in Anteuil
Die Liste der Monuments historiques in Anteuil führt die Monuments historiques in der französischen Gemeinde Anteuil auf.

## Liste der Immobilien
| Bezeichnung                    | Beschreibung                                           | Standort                 | Kennzeichnung | Schutzstatus | Datum | Bild           |
| ------------------------------ | ------------------------------------------------------ | ------------------------ | ------------- | ------------ | ----- | -------------- |
| Kirche Assomption-de-la-Vierge | von 1844 bis 1854 erbaut, Architekt Alphonse Delacroix | Place de l’Église (Lage) | PA25000052    | Classé       | 2009  | weitere Bilder |

## Liste der Objekte
| Bezeichnung        | Beschreibung                                | Standort                                     | Kennzeichnung | Schutzstatus | Datum | Bild |
| ------------------ | ------------------------------------------- | -------------------------------------------- | ------------- | ------------ | ----- | ---- |
| Kruzifix           | Holz, farbig gefasst, 17. Jahrhundert       | in der Kirche Assomption-de-la-Vierge (Lage) | PM25001803    | Inscrit      | 1975  |      |
| Zwei Kerzenständer | Holz, farbig gefasst und vergoldet, um 1800 | in der Kirche Assomption-de-la-Vierge (Lage) | PM25001804    | Inscrit      | 1975  |      |